# 沣水镇
沣水镇，是中华人民共和国山東省淄博市张店区下辖的一个乡镇级行政单位。

## 行政区划
沣水镇下辖以下地区：
范王村、北沣村、南沣村、寨子村、城东村、昌城村、刘家村、张一村、张二村、张三村、仇家村、炒米村、东高村、大高村、河庄村、高东村、高西村、梁鲁村、张炳村、唐炳村和四角方村。

## 人口
2010年中国第六次人口普查时，沣水镇共有人口36434人。共有家庭11821户，平均每户2.85人。14岁以下的少年儿童共4985人，占总人口13.68%；15-64岁人口共27801人，占总人口76.30%；65岁及以上的老年人共3648人，占总人口的10.01%。男性共计18761人，占总人口51.49%；女性共计17673，占总人口48.50%。本地居住的人口中，拥有本地户籍的人口为29351人，占80.55%。